# Сорочья цапля
Сорочья цапля (лат. Egretta picata) — один из видов цапель.

## Ареал
Ареал сорочьей цапли — водно-болотные угодья тропических районов северного побережья Австралии, некоторые острова Уоллесии и Новая Гвинея. Встречается также на пресноводных водоёмах, заболоченных равнинах и мангровых лесах.

## Описание вида
Сорочья цапля — небольшая цапля, длина тела 45—55 см. Оперение грязно-серого цвета, грудь — белая, клюв и ноги — жёлтые. Самцы чуть больше и тяжелее самок, но окраска одинакова у обеих полов. Основа питания птиц — насекомые, лягушки, крабы, рыбы. Обитают часто большими группами до тысячи особей.

## Фото

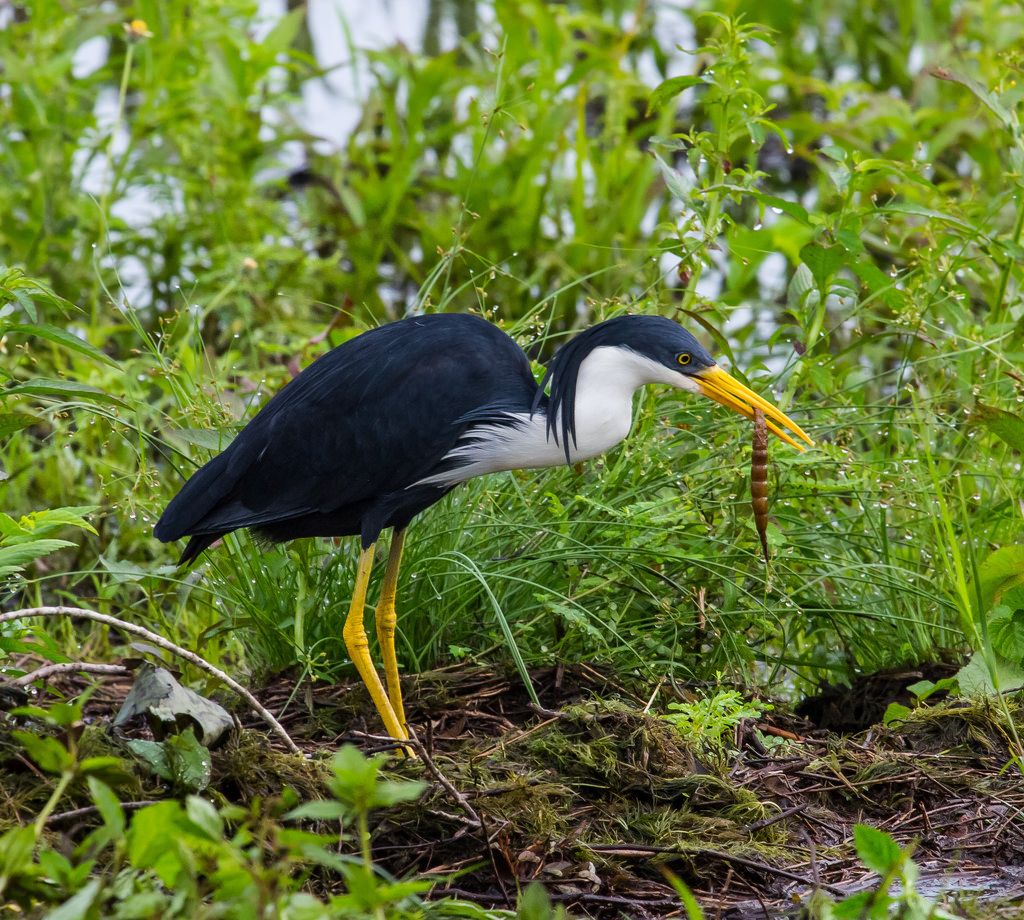
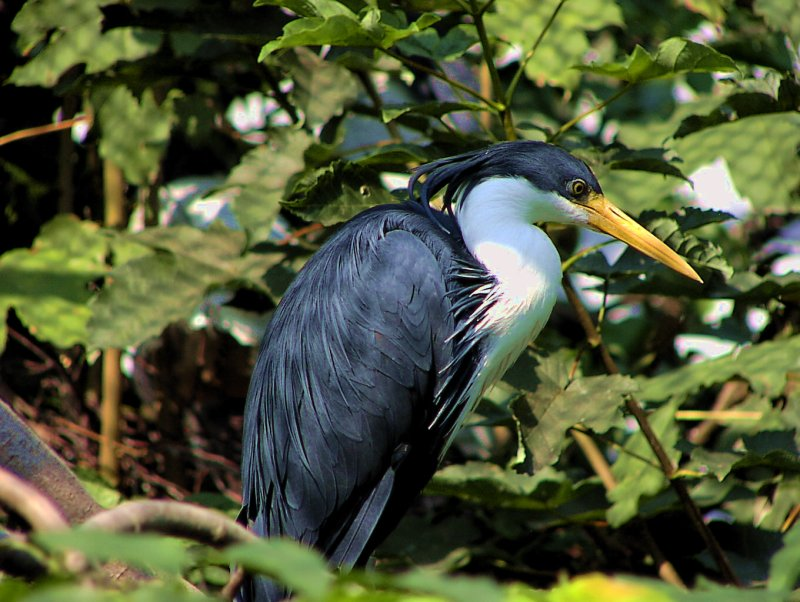
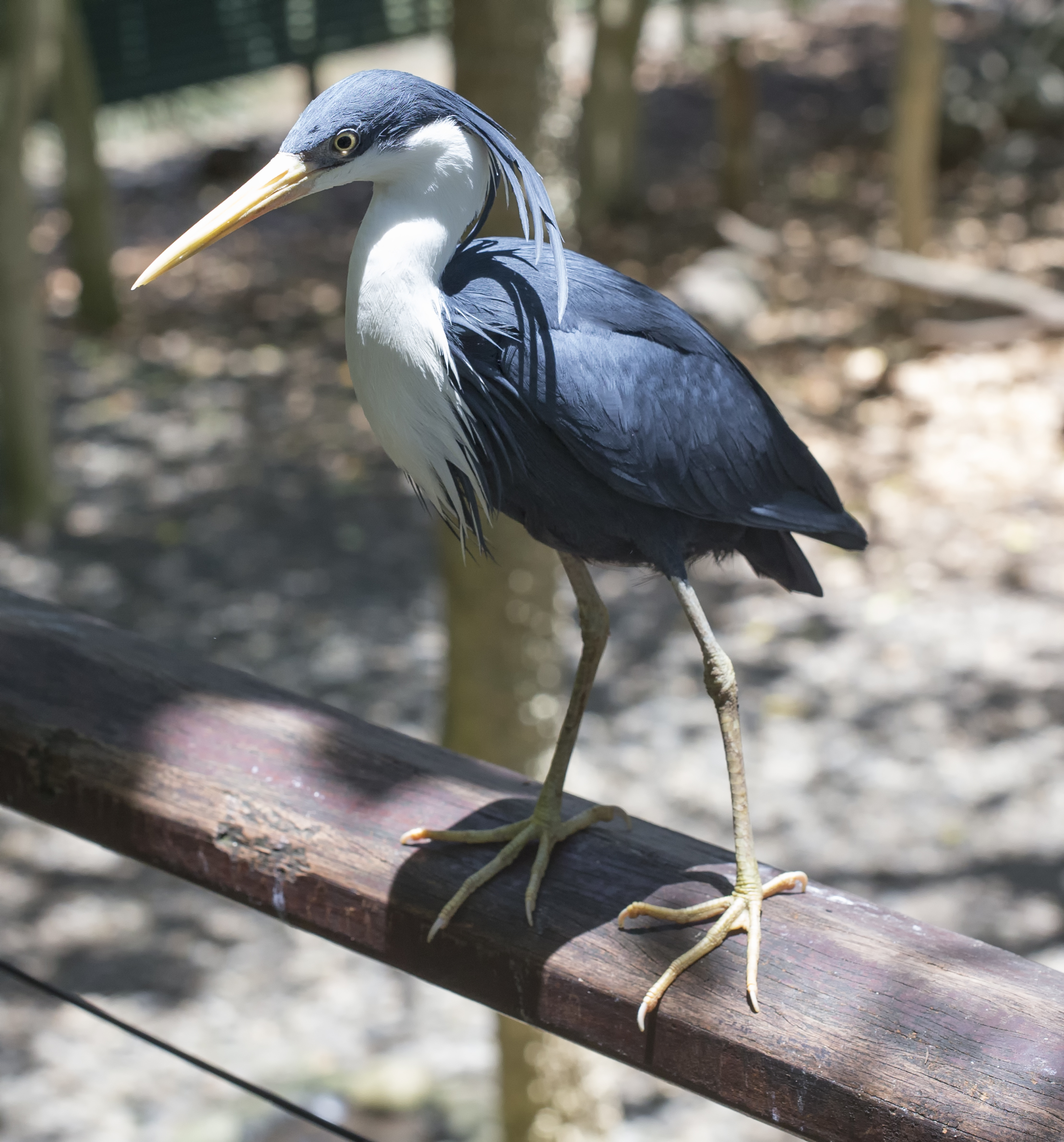